# Erythrolamprus ocellatus
Erythrolamprus ocellatus — вид змій родини полозових (Colubridae). Ендемік Тринідаду і Тобаго.

## Поширення і екологія
Erythrolamprus ocellatus є ендеміками острова Тобаго. Вони живуть в тропічних лісах, на узліссях та на плантаціях какао. Зустрічаються на висоті до 500 м над рівнем моря. Живляться іншими зміями і ящірками. 